# Rájec-Jestřebí
Rájec-Jestřebí (německy Raitz-Jestreb) je město v okrese Blansko v Jihomoravském kraji, pět kilometrů severně od Blanska na řece Svitavě a na železniční trati spojující Brno, Blansko a Českou Třebovou. Město je označováno jako Severní brána Moravského krasu. Do roku 1960 se jednalo o dvě obce, Rájec nad Svitavou a Jestřebí, ty se následně sloučily do jednoho města. Jméno městečka vzniklo sloučením obou názvů obcí. Kromě nich jsou dalšími částmi města také vesnice Holešín a Karolín. Celkem v nich žije přibližně 3 700 obyvatel.

## Historie
Město Rájec-Jestřebí vzniklo v roce 1961 sloučením tehdejších obcí Rájec nad Svitavou a Jestřebí.

## Přírodní poměry
Město je obklopeno lesy a východně od něj leží chráněná krajinná oblast Moravský kras.

## Obyvatelstvo
| Rok            | 1869  | 1880  | 1890  | 1900  | 1910  | 1921  | 1930  | 1950  | 1961  | 1970  | 1980  | 1991  | 2001  | 2011  | 2021  |
| -------------- | ----- | ----- | ----- | ----- | ----- | ----- | ----- | ----- | ----- | ----- | ----- | ----- | ----- | ----- | ----- |
| Počet obyvatel | 2 032 | 2 130 | 2 297 | 2 448 | 2 911 | 3 006 | 3 251 | 3 300 | 3 427 | 3 506 | 3 576 | 3 521 | 3 562 | 3 562 | 3 605 |
| Počet domů     | 261   | 278   | 300   | 339   | 416   | 451   | 565   | 699   | 712   | 765   | 829   | 965   | 986   | 986   | 1 101 |

## Obecní správa

### Části obce
- Holešín
- Jestřebí
- Karolín
- Rájec

### Zastupitelstvo a starosta
V letech 2006 až 2014 byl starostou Pavel Perout (KDU-ČSL). Na ustavujícím zasedání zastupitelstva 6. listopadu 2014 byla do této funkce zvolena Romana Synakieviczová (SNK Za rozvoj města).

## Doprava

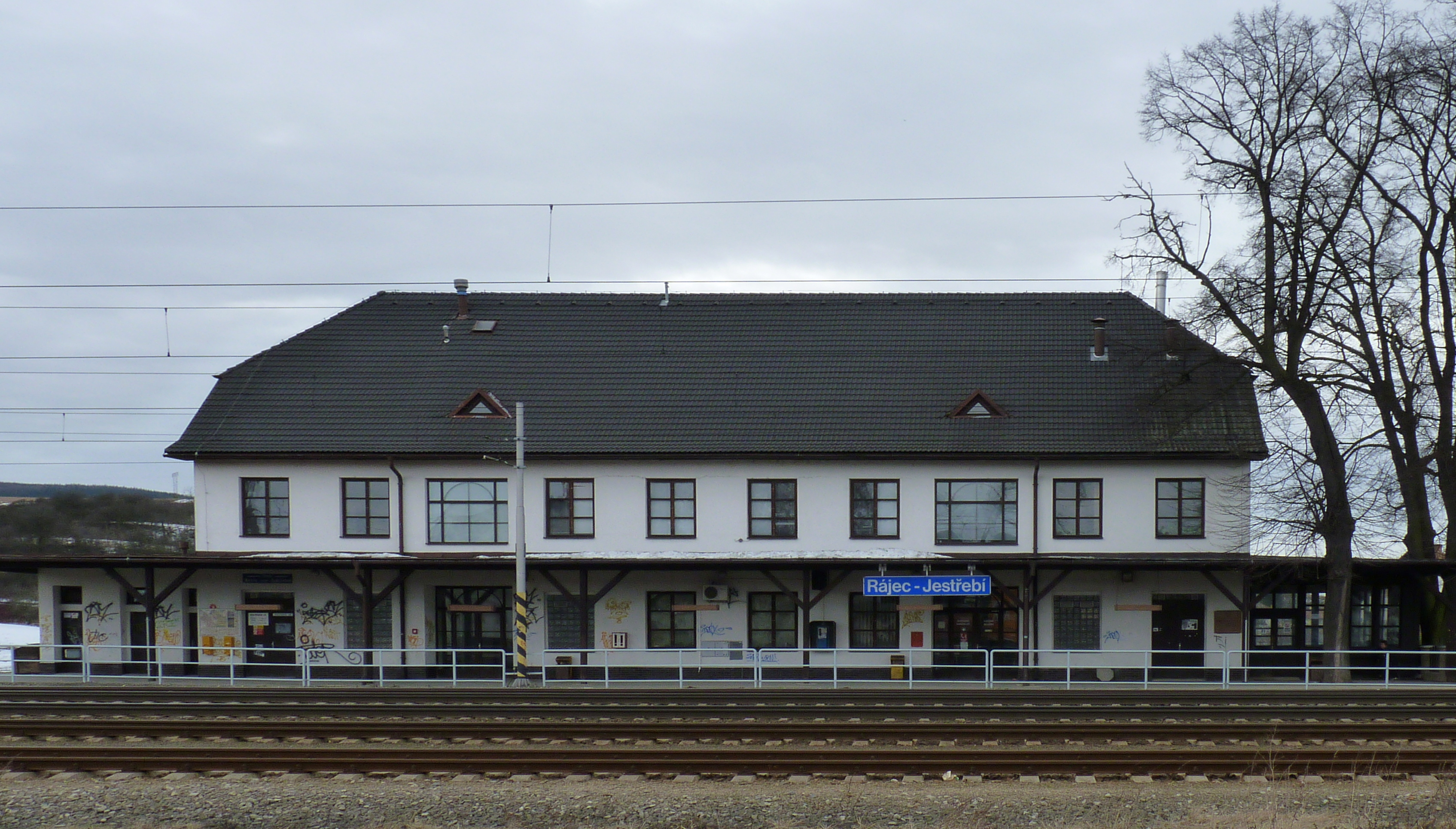
Železniční stanice Rájec-Jestřebí

Městem vede železniční trať Brno – Česká Třebová, u které stojí nádraží Rájec-Jestřebí. Při zahájení dopravy na trati v roce 1849 byla na místě současné stanice postavena dřevěná budova a skladiště. Ty byly později nahrazeny kamennými. Přestože stanice ležela v katastru obce Jestřebí, byla stanice do roku 1920 pojmenována po obci Rájec. Do roku 1924 se název změnil na Rájec na Moravě a do roku 1926 na Rájec nad Svitavou. Definitivní název Rájec-Jestřebí stanice obdržela v roce 1926 a nese jej až dodnes. Na budově je od roku 1946 pamětní deska, připomínající zaměstnance státních drah Františka Nečase, který byl popraven ve Vratislavi v roce 1944. V roce 2003 byla stará nádražní budova odstraněna a postavena nová. Je zde také rušná křižovatka turistických cest (Černá Hora – Petrovice – Sloup) a   v těsné blízkosti leží autobusové nádraží.

## Pamětihodnosti

Kostel Všech svatých

- Kostel Všech svatých
- Zámek Rájec nad Svitavou
- Pošta
- Pivovar
- Lihovar

## Osobnosti
- Cyril Metoděj Hrazdira (1868–1926), skladatel, dirigent a sbormistr
- Rudolf Luskač (1899–1971), prozaik a romanopisec